# 精囊

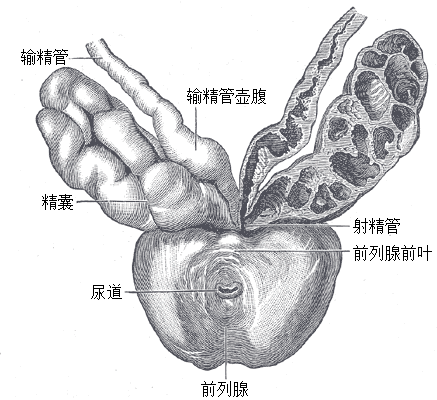
精囊(圖的上部是背側)

精囊（英語：Seminal vesicle）亦称为儲精囊，功用為提供和儲存精液的分泌物，內含有黏液、果糖（精子能量）、凝集酵素、抗壞血酸、前列腺素，但並不儲存精子。
精液有60%左右的成分來自於此。另外尿道球腺和攝護腺的分泌物約占30%的量。

## 解剖學
儲精囊的長度約5公分，其腺體的實際長度大約10公分，並且有些構造是捲曲狀。這些腺體位在輸精管壺腹部（ampulla）壁上。
兩儲精囊有通道接上射精管，並由此通往前列腺。